# Wambergse Beek
De Wambergse Beek is een beek in de Nederlandse provincie Noord-Brabant en loopt door de gemeenten 's-Hertogenbosch en Sint-Michielsgestel. De beek begint ten oosten van het dorp Berlicum wordt via een gemaal op de Aa geloosd vlak voor de Zandvang bij 's-Hertogenbosch.
De Wambergse beek heeft een natuurlijk verloop en karakter. In de geomorfologische ondergrond zijn duidelijk laagtes van een beekdal te herkennen. De beek is grotendeels vergraven, maar al voor 1850 was er ongeveer op deze plek een waterloop. Vroeger vormde de Wambergse Beek de benedenloop van de beek de Leijgraaf. Bij de Zandstraat in Berlicum is een dam in de beek geplaatst en de Leigraaf naar de Aa afgeleid. De Wambergse Beek stroomde vroeger niet direct in de Aa, maar waterde af op de Ingelandse Stroom. Deze voerde het water van de Grote Wetering en de Wambergse Beek af naar de Aa.